# Золотой орёл (кинопремия, 2006)
Национальная премия «Золотой орёл» за 2005 год — кинопремия, присужденная в 2006 году Национальной Академией кинематографических искусств и наук России с целью поддержания отечественного кинематографа, сохранения культурной самобытности и основ национального кинопроизводства, поощрения и пропаганды лучших произведений российского и зарубежного киноискусства.
Торжественная церемония вручения Национальной премии в области кинематографии «Золотой орёл» за 2005 год прошла 29 января 2006 года в Первом павильоне «Мосфильма».
Лауреаты премии «Золотой орёл» за 2005 год были определены накануне проведения торжественной Церемонии прямым тайным голосованием членов и членов-корреспондентов Академии.

## Отбор номинантов
На соискание премии в 20 номинациях рассматривались:
- Отечественные кинофильмы [комм 1], впервые показанные в России в период с 1 ноября 2004 года по 31 октября 2005 года.
- Отечественные сериалы и телефильмы, первый показ которых был завершен в период с 1 сентября 2004 года по 31 августа 2005 года.
- Зарубежные кинофильмы, выпущенные в прокат на территории Российской Федерации в период с 1 ноября 2004 года по 31 октября 2005 года.

Для отбора номинантов был сформирован экспертный совет который рассмотрел игровые фильмы, а также неигровые фильмы, сериалы и телесериал, и предоставил рекомендательные списки. По данным спискам путём тайного голосования членами Академии был проведен отбор номинантов. Пять фильмов были выбраны в номинации «Лучший фильм» и по три номинанта в во всех остальных номинациях.
Накануне торжественной церемонии был проведен второй этап тайного голосования для определения победителя в каждой из номинаций. Также, по решению Президиума Академии, вручены специальная премии.

## Список номинантов и лауреатов
★ Победители выделены отдельным цветом. 
| Номинация                                                   | Лауреаты и номинанты | Лауреаты и номинанты | Лауреаты и номинанты                             |
| ----------------------------------------------------------- | --- | --- | ------------------------------------------------ |
| Лучший игровой фильм                                        | ★ «9 рота» продюсеры: Елена Яцура, Сергей Мелькумов, Александр Роднянский; режиссёр: Федор Бондарчук | ★ «9 рота» продюсеры: Елена Яцура, Сергей Мелькумов, Александр Роднянский; режиссёр: Федор Бондарчук |                                                  |
| Лучший игровой фильм                                        | • «Итальянец» продюсер: Андрей Зерцалов; режиссёр: Андрей Кравчук | |                                                  |
| Лучший игровой фильм                                        | • «Космос как предчувствие» продюсер: Алексей Учитель; режиссёр: Алексей Учитель | |                                                  |
| Лучший игровой фильм                                        | • «Статский советник» продюсеры: Никита Михалков, Леонид Верещагин; режиссёр: Филипп Янковский | |                                                  |
| Лучший игровой фильм                                        | • «Турецкий гамбит» продюсеры: Анатолий Максимов, Константин Эрнст, Леонид Верещагин; режиссёр: Джаник Файзиев | |                                                  |
| Лучший телефильм или мини-сериал (до 10 серий включительно) | ★ «Гибель империи» (10 серий) показ на Первом канале режиссёр: Владимир Хотиненко | ★ «Гибель империи» (10 серий) показ на Первом канале режиссёр: Владимир Хотиненко |                                                  |
| Лучший телефильм или мини-сериал (до 10 серий включительно) | • «Диверсант» (4 серии) показ на Первом канале режиссёр: Андрей Малюков | |                                                  |
| Лучший телефильм или мини-сериал (до 10 серий включительно) | • «Курсанты» (10 серий) режиссёр: Андрей Кавун | |                                                  |
| Лучший телевизионный сериал (более 10 серий)                | ★ «Сармат» (12 серий) показ на канале «Россия» режиссёр: Игорь Талпа | ★ «Сармат» (12 серий) показ на канале «Россия» режиссёр: Игорь Талпа |                                                  |
| Лучший телевизионный сериал (более 10 серий)                | • «Дети Арбата» (12 серий) показ на Первом канале режиссёр: Андрей Эшпай | |                                                  |
| Лучший телевизионный сериал (более 10 серий)                | • «Штрафбат» (12 серий) показ на Россия-1 режиссёр: Николай Досталь | |                                                  |
| Лучший неигровой фильм                                      | ★ «Георгий Жжёнов. Русский крест. Фильм третий „Последние могикане“» режиссёр: Сергей Мирошниченко | ★ «Георгий Жжёнов. Русский крест. Фильм третий „Последние могикане“» режиссёр: Сергей Мирошниченко |                                                  |
| Лучший неигровой фильм                                      | • «Правда о «Курске»» режиссёр: Андрей Селиванов | |                                                  |
| Лучший неигровой фильм                                      | • «Тимур. История последнего полета» режиссёр: Наталья Гугуева | |                                                  |
| Лучший анимационный фильм                                   | ★ «Гора самоцветов (2004)» худ.рук.: Александр Татарский: Как обманули змея (режиссёр: Андрей Кузнецов), Как пан конём был (режиссёр: Валентин Телегин), Кот и лиса (режиссёр: Константин Бронзит), Лиса-сирота (режиссёр: Сергей Гордеев), Про барана и козла (режиссёр: Наталья Березовая), Про ворона (режиссёр: Алексей Алексеев), Про Ивана-дурака (режиссёры: Михаил Алдашин, Олег Ужинов), Толкование сновидений (режиссёр: Валентин Телегин), Умная дочка (режиссёр: Елена Чернова), Шейдулла-лентяй (режиссёры: Сергей Гордеев, Рим Шарафутдинов), Жадная мельничиха (режиссёр: Милана Федосеева) | ★ «Гора самоцветов (2004)» худ.рук.: Александр Татарский: Как обманули змея (режиссёр: Андрей Кузнецов), Как пан конём был (режиссёр: Валентин Телегин), Кот и лиса (режиссёр: Константин Бронзит), Лиса-сирота (режиссёр: Сергей Гордеев), Про барана и козла (режиссёр: Наталья Березовая), Про ворона (режиссёр: Алексей Алексеев), Про Ивана-дурака (режиссёры: Михаил Алдашин, Олег Ужинов), Толкование сновидений (режиссёр: Валентин Телегин), Умная дочка (режиссёр: Елена Чернова), Шейдулла-лентяй (режиссёры: Сергей Гордеев, Рим Шарафутдинов), Жадная мельничиха (режиссёр: Милана Федосеева) |                                                  |
| Лучший анимационный фильм                                   | • «Каштанка» режиссёр: Наталья Орлова | |                                                  |
| Лучший анимационный фильм                                   | • «Крылья» режиссёр: Андрей Ушаков | |                                                  |
| Лучшая режиссёрская работа                                  | | ★ Алексей Учитель за фильм «Космос как предчувствие» |                                                  |
| Лучшая режиссёрская работа                                  | • Фёдор Бондарчук за фильм «9 рота» | |                                                  |
| Лучшая режиссёрская работа                                  | • Кира Муратова за фильм «Настройщик» | |                                                  |
| Лучший сценарий                                             | | ★ Александр Миндадзе за фильм «Космос как предчувствие» |                                                  |
| Лучший сценарий                                             | • Юрий Коротков за фильм «9 рота» | |                                                  |
| Лучший сценарий                                             | • Андрей Романов за фильм «Итальянец» | |                                                  |
| Лучшая женская роль в кино                                  | | ★ Алла Демидова за роль Анны Сергеевны в фильме «Настройщик» |                                                  |
| Лучшая женская роль в кино                                  | • Чулпан Хаматова за роль Аницы в фильме «Garpastum» | |                                                  |
| Лучшая женская роль в кино                                  | • Алиса Фрейндлих за роль Анны Борисовны в фильме «На Верхней Масловке» | |                                                  |
| Лучшая женская роль на телевидении                          | | ★ Евгения Симонова за роль Софьи Александровны в телесериале «Дети Арбата» |                                                  |
| Лучшая женская роль на телевидении                          | • Чулпан Хаматова за роль Вари Иванова в телесериале «Дети Арбата» | |                                                  |
| Лучшая женская роль на телевидении                          | • Ольга Кабо за роль в телесериале «Сармат» | |                                                  |
| Лучшая мужская роль в кино                                  | | ★ Никита Михалков за роль Пожарского в фильме «Статский советник» |                                                  |
| Лучшая мужская роль в кино                                  | • Михаил Пореченков за роль Прапорщик Дыгало в фильме «9 рота» | |                                                  |
| Лучшая мужская роль в кино                                  | • Евгений Миронов за роль Конька в фильме «Космос как предчувствие» | |                                                  |
| Лучшая мужская роль на телевидении                          | | ★ Сергей Шакуров за роль Брежнева в сериале «Брежнев» |                                                  |
| Лучшая мужская роль на телевидении                          | • Владислав Галкин за роль Григорий Калтыгин в сериале «Диверсант» | |                                                  |
| Лучшая мужская роль на телевидении                          | • Сергей Маковецкий за роль Нестеровский в старости в сериале «Гибель империи» | |                                                  |
| Лучшая женская роль второго плана                           | | ★ Нина Русланова за роль Любы в фильме «Настройщик» |                                                  |
| Лучшая женская роль второго плана                           | • Рената Литвинова за роль Лины в фильме «Настройщик» | |                                                  |
| Лучшая женская роль второго плана                           | • Мария Миронова за роль Жюли в фильме «Статский советник» | |                                                  |
| Лучшая мужская роль второго плана                           | | ★ Константин Хабенский за роль Грина в фильме «Статский советник» |                                                  |
| Лучшая мужская роль второго плана                           | • Михаил Пореченков за роль Пантелеева в фильме «Солдатский декамерон» | |                                                  |
| Лучшая мужская роль второго плана                           | • Владимир Машков за роль Козыря в фильме «Статский советник» | |                                                  |
| Лучшая операторская работа                                  | | ★ Максим Осадчий за фильм «9 рота» | ★ Максим Осадчий за фильм «9 рота»               |
| Лучшая операторская работа                                  | • Юрий Клименко за фильм «Космос как предчувствие» | |                                                  |
| Лучшая операторская работа                                  | • Анатолий Лесников за фильм «Первые на Луне» | |                                                  |
| Лучшая работа художника-постановщика                        | | ★ Владимир Светозаров за фильм «Турецкий гамбит» | ★ Владимир Светозаров за фильм «Турецкий гамбит» |
| Лучшая работа художника-постановщика                        | • Георгий Кропачев, Сергей Ракутов за фильм «Garpastum» | |                                                  |
| Лучшая работа художника-постановщика                        | • Вера Зелинская за фильм «Космос как предчувствие» | |                                                  |
| Лучшая работа художника по костюмам                         | ★ Сергей Стручёв за фильм «Турецкий гамбит» | ★ Сергей Стручёв за фильм «Турецкий гамбит» |                                                  |
| Лучшая работа художника по костюмам                         | • Елена Малич за фильм «Garpastum» | |                                                  |
| Лучшая работа художника по костюмам                         | • Ольга Гусак за фильм «Первые на Луне» | |                                                  |
| Лучшая музыка к фильму                                      | ★ Дато Евгенидзе за музыку к фильму «9 рота» | ★ Дато Евгенидзе за музыку к фильму «9 рота» |                                                  |
| Лучшая музыка к фильму                                      | • Сергей Сидельников за музыку к фильму «Первые на Луне» | |                                                  |
| Лучшая музыка к фильму                                      | • Павел Карманов за музыку к фильму «Солдатский декамерон» | |                                                  |
| Лучший монтаж фильма                                        | ★ Энцо Меникони за фильм «Турецкий гамбит» | ★ Энцо Меникони за фильм «Турецкий гамбит» |                                                  |
| Лучший монтаж фильма                                        | • Игорь Литонинский за фильм «9 рота» | |                                                  |
| Лучший монтаж фильма                                        | • Иван Лебедев за фильм «Garpastum» | |                                                  |
| Лучшая работа звукорежиссёра                                | ★ Кирилл Василенко за фильм «9 рота» | ★ Кирилл Василенко за фильм «9 рота» |                                                  |
| Лучшая работа звукорежиссёра                                | • Кирилл Василенко за фильм «Космос как предчувствие» | |                                                  |
| Лучшая работа звукорежиссёра                                | • Михаил Буянов за фильм «Турецкий гамбит» | |                                                  |
| Лучший зарубежный фильм в российском прокате                | ★ «Авиатор» (The Aviator) · режиссёр: Мартин Скорсезе США Германия | ★ «Авиатор» (The Aviator) · режиссёр: Мартин Скорсезе США Германия |                                                  |
| Лучший зарубежный фильм в российском прокате                | • «Дом летающих кинжалов» (Shi mian mai fu) · режиссёр: Чжан Имоу · Китай Гонконг | |                                                  |
| Лучший зарубежный фильм в российском прокате                | • «Мадагаскар» (Madagascar) · режиссёры: Эрик Дарнелл, Том МакГрат · США | |                                                  |
| Специальные премии «Золотой орёл»                           | | ★ режиссёр, сценарист Георгий Данелия За верность профессии |                                                  |
| Специальные премии «Золотой орёл»                           | ★ актёр Роберт Де Ниро За выдающийся вклад в мировой кинематограф | |                                                  |

## Комментарий
1. ↑  Под «отечественным фильмом» понимается фильм, удовлетворяющий требованиям федерального закона от 22.08.1996 № 123-ФЗ «О государственной поддержке кинематографии Российской Федерации» и «Положению о национальном фильме» Министерства культуры Российской Федерации[1].